# Les Enragés de l'identité
Les Enragés de l'identité est un documentaire français réalisé par Caroline Fourest sur l'extrême droite identitaire. Le film, produit par la société Et la Suite, a été diffusé le 19 février 2013 en première partie de soirée sur France 5. D'une durée de 52 minutes, Les Enragés de l'identité est le troisième volet d'une série documentaire appelée Les Réseaux de l'extrême.

## Fiche technique
- Réalisation : Caroline Fourest
- Direction artistique : Olivier Lemaire
- Conseillère éditoriale : Fiammetta Venner
- Journalistes : Yann Barte, Jonathan Halimi
- Société de production : Et la Suite Productions
- Genre : documentaire
- Date de diffusion :  France : 19 février 2013 (France 5)
- Durée : 52 minutes

## À propos du film
Dans une interview au quotidien Le Monde, Caroline Fourest s'exprime sur ce troisième volet des Réseaux de l'extrême : « Les "Enragés de l'identité" est le groupe le plus important selon moi, il possède grâce à Internet, une large caisse de résonance. À travers l'enquête menée ici, nous réussissons à démontrer que la stratégie de communication assez efficace et séduisant du Bloc identitaire sur l'Islam - notamment à travers les actions contre les Quick Hallal ou les prières de rue - masque en réalité le renouveau d'un mouvement qui vient de très loin : de l'extrême-droite la plus classique ; et d'une obsession très ancienne qui est la défense de la France blanche ».

## Réactions
La presse spécialisée reçoit positivement le film. Télérama loue l'efficacité du documentaire : « Mélange d'enquête, de reportage, de captures de sites, d'entretiens avec des experts, le sujet se révèle d'une redoutable efficacité lorsqu'il permet, en caméra cachée, de débusquer, derrière le discours anti-islam, le véritable dessein de l'organisation : se débarrasser de l'immigration et renouer avec une France blanche ». Téléobs fait l'inventaire de cette galaxie identitaire éclatée.
La presse people, elle, retient surtout les accusations de Philippe Vardon, cofondateur du mouvement Bloc identitaire et leader de sa branche niçoise, Nissa Rebela, contre Yannick Noah. « Si la France devient un pays qui est peuplé, en majorité, de personnes d’origine africaine ou maghrébine », dit-il lors de l'interview en fin de reportage, « oui ça ne sera plus la France. Yannick Noah et Lilian Thuram ne sont pas de vrais autochtones français dans le sens très clair du terme que vous retrouvez dans le dictionnaire » (...) « Quelle est l’identité de Yannick Noah ? Quel modèle représente-t-il ? Il nous dit : ‘Je suis un métisse’. Je vois Yannick Noah qui fait de la musique africaine, qui se promène pieds nus et qui porte des dread locks. Je ne crois pas que c’est le côté breton qui ait pris le dessus ».
Des chercheurs ont également réagi au documentaire. C'est le cas par exemple de l'historien Nicolas Lebourg, spécialiste des extrêmes droites (Centre de Recherches Historiques sur les Sociétés Méditerranéennes) qui rappelle les origines de cette nébuleuse identitaire qui puise ses fondamentaux idéologiques certes à l'extrême droite, mais également à gauche, notamment dans les sciences sociales américaines et les études postcoloniales des années 1960.